# Vudú haitiano y orientación sexual
La homosexualidad en el vudú haitiano es religiosamente aceptable y a los homosexuales se les permite participar en todas las actividades religiosas. Sin embargo, en los países de África Occidental con importantes opiniones cristianas e islámicas conservadoras sobre las personas LGBTQ, las actitudes hacia ellas pueden ser menos tolerantes, si no abiertamente hostiles, y estas influencias se reflejan en las religiones de la diáspora africana que siguieron a la trata de esclavos en el Atlántico, que incluye el vudú haitiano.
El propio vudú haitiano ha permanecido abierto a personas de todas las orientaciones sexuales. Es de conocimiento común en Haití que un número significativo de vudú haitianos son homosexuales. Muchas personas LGBT en Haití creen que es más fácil ser abierto sobre la propia sexualidad y expresión de género dentro de la cultura vudú, frente a la abierta hostilidad de la sociedad haitiana en general.

## Puntos de vista haitianos sobre la homosexualidad
El vudú es una religión ancestral y algunos antropólogos occidentales la consideran una religión extática. No es una religión basada en la fertilidad. Esto significa que la mayoría de sus miembros no están obligados por ninguna ley religiosa a reproducirse, y los homosexuales no son presionados a hacerlo. El vudú haitiano considera la orientación sexual como parte de la forma en que Dios hace a una persona; Los homosexuales son libres de perseguir a miembros del mismo sexo del mismo modo que los heterosexuales son libres de perseguir a miembros del sexo opuesto.
En el vudú haitiano, los homosexuales masculinos son vistos bajo la protección de Erzulie Freda, la loa del amor y la belleza. Es muy femenina, lo que permite a los hombres homosexuales exhibir rasgos estereotipados durante las ceremonias religiosas. El documental Des hommes et des dieux (2002) presenta entrevistas con varias personas que sienten que Erzulie Freda les hizo homosexuales. Erzulie Dantor es vista como la patrona de las lesbianas, aunque ella misma es bisexual y tiene varios hijos y dos maridos, Simbi Makaya y Ti Jean Petwo, aunque se dice que prefiere la compañía de mujeres.

## Puntos de vista opuestos en el vudú no haitiano
Sin embargo, otros practicantes del vudú opinan que la identificación abierta como homosexuales no tiene cabida dentro de la tradición. El líder del Santuario Haitiano Le Peristyle en Filadelfia, Pensilvania, afirma que no existe conexión entre los loa y la complejidad de género, y afirma que "...tu identificación de género es asunto tuyo. Pero no puedes evocar a Dios para satisfacer tus deseos sexuales. Hemos sufrido este tipo de abuso de las religiones africanas durante mucho tiempo. Es hora de que termine".
De manera similar, el sitio web de Mami Wata West African Diaspora Vodoun, con sede en el sur de Estados Unidos, señala que los ancianos de la religión vudú generalmente están en contra de iniciar a los homosexuales. La propia organización Mami Wata siguió esta práctica de exclusión hasta hace poco, pero ahora da la bienvenida a todos los practicantes.

## Relación entre loa e identidad de género
Durante las ceremonias vudú haitianas, los houngans (sacerdotes), manbos (sacerdotisas) y hounsis (iniciados) bailan alrededor de un potomitan hasta que uno de ellos es poseído por uno de los loa. Una persona puede ser poseída por cualquier loa, independientemente de si es del mismo género o no. Durante la posesión, el bailarín poseído comenzará a comportarse como el loa que lo posee, independientemente de su género.
La reverenda Severina KM Singh, una sacerdotisa vudú de Nueva Orleans, explica:

Tengo amigos homosexuales que practican y puedo dar fe personalmente de la cercanía de los loa con ellos. He sido testigo de rituales maravillosos y poderosos que ellos dirigieron. La intención de tu corazón importa más que tu orientación sexual. Leo para muchísimos homosexuales y les hago ofrendas sin ningún reparo. Los vudú creen en la transmigración del alma. Eso significa que mi alma podría haber estado en un cuerpo masculino negro en un momento y en un cuerpo femenino oriental en otro momento, sin mencionar los millones de vidas pasadas en formas de vida inferiores. ¡Algunos de ellos probablemente sean bastante asexuales, bisexuales o transexuales!

## Creencias
Existe una gran cantidad de espíritus o deidades (loa) en el vudú de Haití y Luisiana. Estos loa pueden considerarse como familias de individuos o como una entidad singular con aspectos distintos, vinculados con áreas particulares de la vida.
Algunos loa tienen vínculos particulares con la magia, el culto a los antepasados o la muerte, como los Gede y los Barones. Varios de ellos están particularmente asociados con el transgenerismo o las interacciones entre personas del mismo sexo. Entre ellos se incluye Gede Nibo, un espíritu que se preocupa por los que mueren jóvenes. A veces se le representa como una drag queen afeminada e inspira a quienes habita en ella a una sexualidad lasciva de todo tipo, especialmente al comportamiento transgénero o lésbico en las mujeres.
Los padres de Gede Nibo son el Barón Samedi y Maman Brigitte; el Barón Samedi es el líder de los Gede y los Barones y se lo representa como un dandy bisexual u ocasionalmente transgénero, vistiendo un sombrero de copa y una levita junto con una falda y zapatos de mujer. Samedi tiene una tendencia a los "movimientos lascivos" que cruzan las fronteras de género y también implican un deseo por el sexo anal.
Otros barones que muestran un comportamiento gay son el Barón Lundy y el Barón Limba, que son amantes y enseñan un tipo de lucha homoerótica desnuda en su escuela, que se cree que aumenta la potencia mágica. El Barón Oua Oua, que a menudo se manifiesta con un aspecto infantil, ha sido llamado el barón "más estrechamente vinculado a la homosexualidad" por los practicantes del vudú.
Otro loa, Erzulie, se asocia con el amor, la sensualidad y la belleza. Erzulie puede manifestar aspectos relacionados con temáticas LGBT, incluidos rasgos transgénero o amazónicos, además de apariencias tradicionalmente femeninas. Cuando habitan en hombres, estos aspectos pueden resultar en un comportamiento transgénero u homoerótico, mientras que en las mujeres pueden resultar en lesbianismo o sentimiento antimasculino. Erzulie Freda es vista como la protectora de los hombres homosexuales y Erzulie Dantor se asocia con las lesbianas.

## Lectura complementaria
- AIDS, fear, and Society: Challenging the Dreaded Disease; Kenneth J. Doka; Publisher: Taylor & Francis; 1997.
- Hoodoo Mysteries: Folk Magic, Mysticism & Rituals; Ray Malbrough; Publisher: Llewellyn Publications; 2003.
- Living in the Lap of the Goddess: the Feminist Spirituality Movement in America; Cynthia Eller; Publisher: Boston Beacon Press; 1995.
- Queering Creole Spiritual Traditions: Lesbian, Gay, Bisexual, and Transgender Participation in African Inspired Traditions in the Americas; Randy P. Conner, David Hatfield Sparks; Publisher: Harrington Park Press; 2004-03.
- The Pagan Man: Priests, Warriors, Hunters and Drummers; Isaac Bonewits; Publisher: Citadel; 2006.
- The Secular and the Sacred Harmonized; Eloise T. Choice; Publisher: AuthorHouse; 8 de septiembre de 2005.
- St. James Press Gay & Lesbian Almanac; Neil Schlager (Editor); Publisher: Thomson Gale; 1998.
- Male Homosexualities and World Religions; Pierre Hurteau; Publisher: Palgrave Macmillan, 2013, chapter 6: Afro-Caribbean and Afro-Brazilian Religions pp. 157–1775
- Love, Sex and Gender Embodied: The Spirits of Haitian Vodou; by Elizabeth McAlister; in Nancy Martin and Joseph Runzo, eds., Love, Gender and Sexuality in the World Religions; Publisher: Oxford Oneworld Press, 2000; pp. 128–145.
- Postcolonial Homophobia: United States Imperialism in Haiti and the Transnational Circulation of Antigay Sexual Politics; by Erin Durban-Albrecht, chapter 2: Delivering Haiti from the Devil: U.S. Protestant Missionaries and Religious Homophobia p.p. 94-123; 2015.